# Executie van Nick Berg
De executie van Nick Berg in mei 2004 in Irak betreft de onthoofding van een Joods-Amerikaans zakenman door moslimextremisten, die hem eerder hadden ontvoerd.
Nicholas (Nick) Berg (2 april 1978) werd onthoofd, naar gezegd als vergelding voor mishandelingen en vernederingen van Iraakse gevangenen door Amerikaanse soldaten. Zijn onthoofding werd gefilmd en de film werd via de website van de islamitische militante groep Muntada al-Ansar verspreid. De omschrijving daar was: Sjeik Abu Musab al-Zarqawi slacht eigenhandig een Amerikaan af. 
Zoals vaker in dit soort gevallen deden ook hier enkele complottheorieën de ronde. Er werd beweerd dat de video geënsceneerd was, omdat na de onthoofding geen bloed rondspatte. Ook werd het verdacht gevonden dat de familie van Berg het lichaam niet mocht zien. De complottheorieën werden minder gangbaar nadat er andere video's verschenen met onthoofdingen onder soortgelijke omstandigheden.